# Trùm Hương Cảng 2: Truy long
Trùm Hương Cảng 2: Truy long (tiếng Trung: 追龍II：賊王, tiếng Anh: Chasing the Dragon II: Wild Wild Bunch, Hán-Việt: Truy long 2: Tặc vương) là một bộ phim hành động - hình sự của Hồng Kông - Trung Quốc ra mắt năm 2019 và là phần phim thứ hai của bộ phim Trùm Hương Cảng sau phần phim đầu tiên ra mắt năm 2017. Tác phẩm do Vương Tinh viết kịch bản, đồng đạo diễn với Quan Tri Diệu và hợp tác sản xuất, với sự tham gia của các diễn viên gồm Lương Gia Huy, Cổ Thiên Lạc, Lâm Gia Đống và Nhậm Đạt Hoa. Khác với phần phim trước, phần phim này có nội dung và các nhân vật hoàn toàn mới.
Bộ phim lấy cảm hứng từ sự kiện vụ bắt cóc hai con trai của tỷ phú Lý Gia Thành của trùm ma túy Trương Tử Cường vào năm 1996, cùng với đó là câu chuyện về cuộc đời của nhân vật này.